# 第11偵察隊
第11偵察隊（だいじゅういちていさつたい、JGSDF 11th Reconnaissance Unit）は、陸上自衛隊真駒内駐屯地（北海道札幌市南区）に駐屯する第11旅団隷下の機甲科（偵察）部隊である。

## 概要
第11偵察隊長は2等陸佐が充てられ、第11旅団の情報収集専任部隊として第11旅団の行動に必要な情報を偵察警戒車、軽装甲機動車や偵察用オートバイなどの車両や各種偵察用器材を使用して情報収集する任務にあたる。

## 沿革
- 1962年（昭和37年）1月18日：第11偵察隊が真駒内駐屯地において編成。
- 1989年（平成元年）3月24日：

1. 本部付隊が編成。
2. 3個レーダ班、1個レーダ班からなる電子偵察小隊が新編。

- 1991年（平成03年）3月29日：斥候班Cが新編。87式偵察警戒車が配備。
- 1996年（平成08年）3月29日：偵察小隊1個とレーダ班1個を廃止。
- 2008年（平成20年）3月26日：

1. 旅団化改編に伴い、1個偵察小隊が新編。
2. 後方支援体制変換に伴い、整備部門を第11後方支援隊第2整備中隊偵察直接支援小隊へ移管。

## 部隊編成
- 第11偵察隊本部
- 第11偵察隊本部付隊
- 電子偵察小隊
- 第1偵察小隊
- 第2偵察小隊
- 第3偵察小隊

全車両の部隊表示は「11偵」

## 整備支援部隊
- 第11後方支援隊第2整備中隊偵察直接支援小隊「11後支-2整」（真駒内駐屯地）：2008年（平成20年）3月26日から

## 主要装備
- 87式偵察警戒車
- 82式指揮通信車
- 軽装甲機動車
- 85式地上レーダー装置 JTPS-P11
- 偵察用オートバイ
- 1/2tトラック / 73式小型トラック
- 1 1/2tトラック / 73式中型トラック
- 3 1/2tトラック / 73式大型トラック
- 軽雪上車
- 雪上車
- 89式5.56mm小銃